# Velim
Velim – gmina w Czechach, w powiecie Kolín, w kraju środkowoczeskim. Według danych z dnia 1 stycznia 2013 liczyła 2 152 mieszkańców.

## Podział gminy
- Velim
- Vítězov